# ایره‌مل
ایره‌مل (باشقیری: Ирәмәл) یک رشته‌کوه در باشقیرستان کشور روسیه است.